# Station Bystra Gdańska
Station Bystrzyca Gdańska is een spoorwegstation in de Poolse plaats Bystra.